# Eulerov identitet
U matematičkoj analizi Eulerov identitet predstavlja sljedeću jednakost imenovanu po Leonhardu Euleru: 
{\displaystyle e^{i\pi }+1=0\,\!}
gdje je
- {\displaystyle e\,\!} Eulerov broj, baza prirodnih logaritama,
- {\displaystyle i\,\!} imaginarna jedinica čiji kvadrat daje −1,
- {\displaystyle \pi \,\!} pi, realni broj i omjer opsega kružnice i njezina promjera.

Eksponencijalna funkcija ez može se definirati kao limes niza
(1 + z/N)N.  Tako da kada N teži u beskonačnost time je i eiπ limes od (1 + iπ/N)N. Može se pokazati da se za dovoljno veliki N, izraz (1 + iπ/N)Npribližava svom limesu koji iznosi −1.
Eulerova jednakost se od strane mnogih smatra izuzetnim jer na jednostavan način povezuje tri osnovne matematičke operacije (zbrajanje, množenje i potenciranje) te povezuje čak pet fundamentalnih matematičkih konstanti i to brojeve 0, 1, π, e i imaginarni broj i. Svaka od tih konstanti na poseban je način temeljna u teoriji brojeva, geometriji i trigonometriji, statistici, području kompleksnih brojeva i drugdje. Eulerovu jednakost mnogi smatraju jednim od najljepših teorema u matematici.

## Izvod
Radi se o posebnom slučaj Eulerove formule koja ustanovljava da je
{\displaystyle e^{ix}=\cos x+i\sin x\,\!}
za svaki realni broj x određen u radijanima.  
Na taj način je i
{\displaystyle e^{i\pi }=\cos \pi +i\sin \pi .\,\!}
te kako je
{\displaystyle \cos \pi =-1\,\!}
i 
{\displaystyle \sin \pi =0,\,\!}
slijedi da je
{\displaystyle e^{i\pi }=-1,\,\!}
iz čega slijedi konačan oblik jednakosti:
{\displaystyle e^{i\pi }+1=0.\,\!}

## Poopćenje identiteta
Eulerov identitet je poseban slučaj općenitije jednakosti:
{\displaystyle \sum _{k=0}^{n-1}e^{2\pi ik/n}=0.}
Eulerov identitet je slučaj n = 2.

## Objašnjenje
Postoji jednostavno konceptualno objašnjenje ove jednakosti. Množenjem dva kompleksna broja {\displaystyle z_{1},z_{2}} (lako se dokaže pretvorbom u trigonometrijski oblik) dobivamo treći {\displaystyle z_{3}\in \mathbb {C} } kojemu je modul (ili intezitet) jednak umnošku modula {\displaystyle z_{1},z_{2},} a argument (prikloni kut) mu je jednak zbroju argumenata {\displaystyle z_{1},z_{2}.}
Dakle, potenciranjem nekog kompleksnog broja {\displaystyle (a+bi)^{n}} dobivamo logaritamsku spiralu. 
Iz realne analize je poznato da vrijedi {\displaystyle e^{x}=\lim _{n\to \infty }(1+{\frac {x}{n}})^{n}} pa definiramo {\displaystyle e^{xi}=(1+{\frac {xi}{n}})^{n}.} Uočimo da ovdje potenciramo neki kompleksni broj {\displaystyle N=1+{\frac {x}{n}}i}. Kako {\displaystyle n\rightarrow \infty ,} ordinata broja {\displaystyle N} se smanjuje. Dakle, modul od {\displaystyle N} teži u {\displaystyle 1,} a kut teži u {\displaystyle {\frac {x}{n}}.} Zbog toga što {\displaystyle N} množimo sa sobom {\displaystyle n} puta, spirala se pretvara u jediničnu kružnicu pa zaista vrijedi {\displaystyle e^{xi}=\cos {x}+i\sin {x}.}
Kako je {\displaystyle \pi \ {\text{rad}}=180^{\circ },} slijedi {\displaystyle e^{i\pi }=-1.}